# Nanoclavelia
Nanoclavelia — род дорожных ос (Pompilidae).

## Распространение
Палеарктика. В Европе 1 вид.

## Описание
Охотятся и откладывают яйца на пауков, которых парализуют с помощью жала. Личинки эктопаразитоиды пауков. Основание усиков расположено ближе к наличнику, чем к глазку. Коготки равномерно изогнутые. Вершина средней и задней голеней помимо шпор несёт шипы разной длины. Верх задних бедер с 1-5 предвершинными короткими прижатыми шипиками.

## Классификация
- Nanoclavelia leucoptera (Dahlbom, 1843) (=Pompilus leucoptera Dahlbom 1843, Pompilus aurivilliusi Aurivillius 1907, Pompilus  nanus Schenck 1861, Psammochares sedulus Haupt 1930) — Австрия, Италия, Румыния, Словакия, Франция, Чехия, Швейцария.